# 885. grenadirski polk (Wehrmacht)
885. grenadirski polk (izvirno nemško 885. Grenadier-Regiment; kratica 885. GR) je bil pehotni polk Heera v času druge svetovne vojne.

## Zgodovina
Polk je bil ustanovljen 12. februarja 1943 kot okrepljeni grenadirski polk. Marca istega leta je bil uporabljen za ustanovitev 79. pehotne divizije.